# Кисинг
Кисинг (њем. Kissing) општина је у њемачкој савезној држави Баварска. Једно је од 24 општинска средишта округа Ајхах-Фридберг. Према процјени из 2010. у општини је живјело 11.119 становника. Посједује регионалну шифру (AGS) 9771142.

## Географски и демографски подаци
Кисинг се налази у савезној држави Баварска у округу Ајхах-Фридберг. Општина се налази на надморској висини од 523 метра. Површина општине износи 23,1 km². У самом мјесту је, према процјени из 2010. године, живјело 11.119 становника. Просјечна густина становништва износи 481 становника/km².